# Schiene (Zeitschrift)
Die Schiene (Eigenschreibweise SCHIENE) war eine von 1982 bis 2008 erscheinende Eisenbahnzeitschrift. Herausgeber war der im Jahr 1956 geborene Eisenbahnpublizist und ehemalige Eisenbahner Joachim Seyferth. Von 1983 bis 2006 erschien die Schiene sechsmal jährlich. Die Jahrgänge 1982 und 2007 umfassten vier, der Jahrgang 2008 zwei Ausgaben. Verlagsort war Wiesbaden.

## Publizistisches Konzept

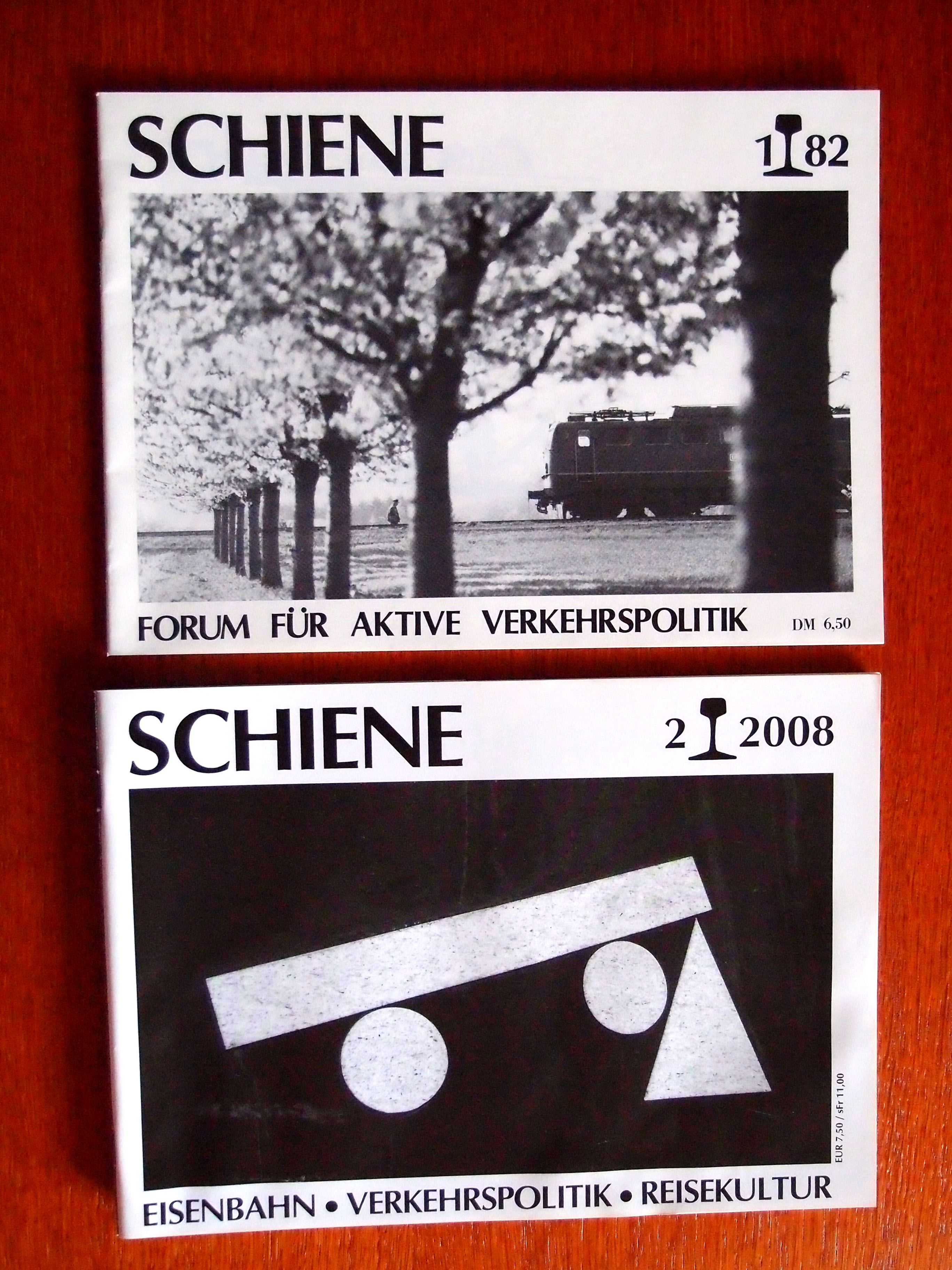
Die erste und die letzte Schiene-Ausgabe

Die als „andere Eisenbahnzeitschrift“ beworbene Publikation wandte sich gegen die Stilllegung von Nebenbahnen und setzte sich für den Ausbau des Schienenverkehrs und des ÖPNV ein, wobei sie die Umweltfreundlichkeit dieser Verkehrszweige betonte. Ihr Untertitel lautete von 1982 bis 1985 „Forum für aktive Verkehrspolitik“ und von 1986 bis 2008 „Eisenbahn – Verkehrspolitik – Reisekultur“.
Mit ihrem programmatischen Anspruch war die Schiene Sprachrohr der in den 1980er Jahren im Rahmen der Umweltbewegung und der neuen sozialen Bewegungen entstandenen verkehrspolitischen Bürgerinitiativen, darunter Fahrgastverbände wie Pro Bahn und IGEB sowie der ökologisch orientierte Verkehrsclub Deutschland (VCD).
Einen Schwerpunkt der Schiene-Hefte bildeten die Rubriken „Strecken-Meldungen“ und „Initiativen-Meldungen“, die dem überregionalen Informationsaustausch zwischen bahn- und verkehrspolitisch engagierten Gruppen und Einzelpersonen dienten.
Die alternative publizistische Ausrichtung in Abgrenzung zu bestehenden Fach- und Hobbyzeitschriften wurde u. a. durch gestalterische Elemente wie das Querformat 18 × 26 cm sowie ein über den gesamten Erscheinungszeitraum im Wesentlichen unverändertes Layout und Schwarzweiß-Fotografien unterstrichen.

## Veranstaltungsreihe
Die Schiene war Initiator der verkehrspolitischen Fachtagung „Horber Schienen-Tage“, die seit 1983 jährlich in Horb am Neckar stattfindet.

## Auszeichnung
Deutscher Schienenverkehrs-Preis für Medien 1998 des Deutschen Bahnkunden-Verbandes (DBV).

## Sonderausgaben und weitere Publikationen

### Sonderhefte
- Dirk Kaestner: Verkehrspolitische Argumentations- und Arbeitshilfen. (Schiene-Sonderheft 1). 1985, OCLC 180651243.
- Thomas Naumann: Der TGV. Schnelle Züge – Züge der Zukunft? (Schiene-Sonderheft 2). 1987, DNB 880852712.
- Karlheinz Rößler: Umweltschäden durch Eisenbahn und Auto – ein ökologischer Vergleich. (Schiene-Sonderheft 3). 1988, OCLC 256757773.
- Reinhard Hanstein: Öko-Bonus statt Subventionen – Weichenstellung für ökologisch-soziale Verkehrs-Marktwirtschaft. (Schiene-Sonderheft 4). 1991, DNB 930543459.

### Bildbände
- Joachim Seyferth: Erinnerungen an den Schienenbus. (Schiene-Photo 1). 1987, ISBN 3-926669-01-2.
- Joachim Seyferth: Die Aartalbahn. (Schiene-Photo 2). 1989, ISBN 3-926669-02-0.
- Joachim Seyferth, Knut Schelenz: Die Linke Rheinstrecke. (Schiene-Photo 3). 1993, ISBN 3-926669-03-9.
- Joachim Seyferth, Knut Schelenz: Die Rechte Rheinstrecke. (Schiene-Photo 4). 1995, ISBN 3-926669-04-7.
- Joachim Seyferth: Dieselimpressionen V 100. (Schiene-Photo 5). 1995, ISBN 3-926669-05-5.
- Joachim Seyferth: Das Tunnelbuch. (Schiene-Photo 6). 2006, ISBN 3-926669-06-3.
- Joachim Seyferth: Die Lahntalbahn. (Schiene-Photo 7). 2006, ISBN 3-926669-07-1.

### Bücher
- Joachim Seyferth: Die Neubaustrecken der Deutschen Bundesbahn. Mannheim-Stuttgart, Hannover-Würzburg. (Schiene-Buch 1). 1983, ISBN 3-926669-00-4.
- Karl-Heinz Kossack: Schienenwege nach Berlin – Versäumnisse und Chancen. (Schiene-Buch 2). 1989, ISBN 3-926669-52-7.

### Jahrbücher
(Hrsg.: Peter Raulfs)
- Schiene-Kursbuch 91, ISBN 3-926669-61-6.
- Schiene-Kursbuch 92, ISBN 3-926669-62-5.
- Schiene-Kursbuch 93, ISBN 3-9803262-0-9.

### Photo-CDs
- Schiene-Galerie 2009,
- Schiene-Galerie 2010,
- Schiene-Galerie 2011,
- Schiene-Galerie 2012,
- Schiene-Galerie 2013,
- Schiene-Galerie 2014,
- Schiene-Galerie 2015,
- Schiene-Galerie 2016,
- Schiene-Galerie 2017,
- Schiene-Galerie 2018,
- Schiene-Galerie 2019,
- Schiene-Galerie 2020,
- Schiene-Galerie 2021,
- Schiene-Galerie 2022.